# Galaxaurineae
Galaxaurineae, podred crvenih algi, dio reda Nemaliales. Sastoji se od dvije porodice sa 113 vrsta.
Podred je opisan 2016. godine

## Porodice
1. Galaxauraceae P.G.Parkinson
2. Scinaiaceae Huisman, J.T.Harper & G.W.Saunders